# Serce (powieść)
Serce (wł. Cuore) – powieść dla dzieci Edmonda De Amicisa z 1886 roku. Przedstawia losy 11-letniego chłopca, ucznia włoskiej szkoły podstawowej.
Pierwsze polskie tłumaczenie (autorstwa Heleny z Russockich Wilczyńskiej) ukazało się w 1887 roku

## Fabuła
Powieść przedstawia rok szkolny 1881/1882 z perspektywy Henryka, ucznia trzeciej klasy szkoły podstawowej w Turynie. Henryk utrwala - w formie pamiętnika - zdarzenia, które mu się przytrafiły lub których był świadkiem, dotyczące głównie jego samego, jego rodziny lub kolegów ze szkoły.
Wydarzenia te, często nawiązujące do historii zjednoczenia Włoch, są pretekstem dla ukazania wartości, którymi główny bohater (a także czytelnicy książki) powinny kierować się w życiu.

## Bohaterowie

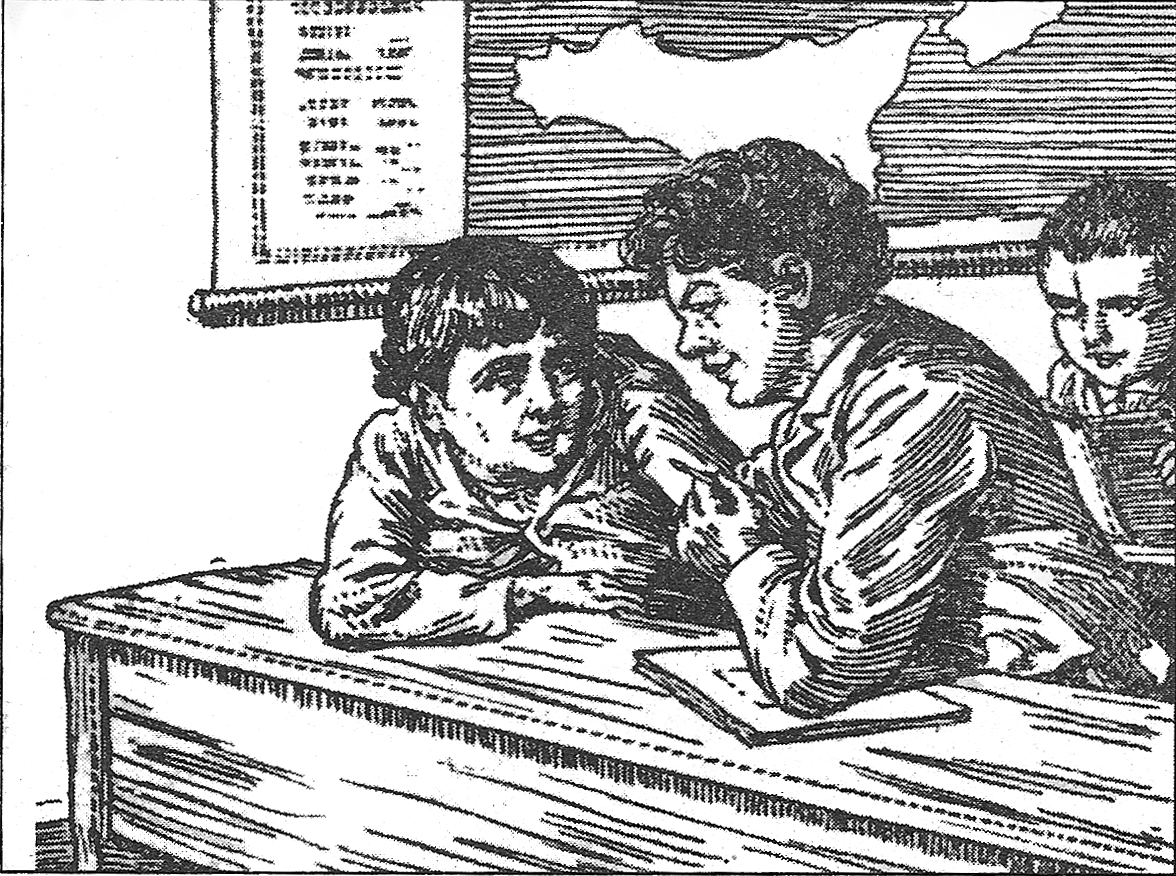
Ilustracja przedstawiająca uczniów z klasy głównego bohatera książki

### Henryk i jego rodzina
- Henryk Bottini – główny bohater powieści, 11-letni chłopiec, uczeń szkoły podstawowej,
- Albert Bottini – ojciec Henryka[5],
- matka Henryka – żona Alberta Bottiniego, zajmuje się domem,
- Sylwia Bottini – starsza siostra Henryka, uczennica szkoły podstawowej.

### Pozostałe osoby
- Ernest Derossi – najlepszy uczeń w klasie, pochodzi z Piemontu[6],
- Garrone – najlepszy przyjaciel Henryka, najstarszy uczeń w jego klasie[7],
- Coretti – drugi z przyjaciół Henryka, syn handlarza drzewem i weterana wojny prusko-austriackiej[7],
- Coraci – uczeń, który przyjechał do Turynu z Reggio w Kalabrii i nazywany z tego względu Kalabryjczykiem[6],
- Antoś Rabucco – najmłodszy uczeń w klasie, syn murarza i nazywany z tego powodu Mularczykiem[7],
- Franti – najgorszy uczeń w klasie, czarny charakter powieści[7].

## Struktura powieści
Książka ta, przeznaczona szczególnie dla chłopców uczęszczających do szkół elementarnych pomiędzy dziewiątym rokiem życia a trzynastym, powinnaby właściwie nosić taki tytuł: „Dzieje roku szkolnego, spisane przez ucznia 3. klasy szkoły municypalnej we Włoszech“. Mówiąc wszakże, że książka napisana została przez ucznia klasy 3., nie chcę utrzymywać, iż utworzył on ją tak jak wydrukowaną została. Uczeń notował sobie odręcznie i jak umiał to, co widział, co czuł, co myślał w szkole i poza szkołą, a ojciec jego przejrzawszy w końcu roku notatki owe spisał podług nich te karty, starając się nie zmienić w niczym nie tylko myśli swego syna, ale owszem, zachować o ile można i słowa jego nawet.

W cztery lata później i będąc już w gimnazjum, syn odczytał rękopis i dodał do niego to i owo, w świeżej mając pamięci ludzi i zdarzenia.
Powieść jest podzielona według miesięcy, składających się na rok szkolny (od października do lipca włącznie). Poszczególne rozdziały zawierają przede wszystkim fragmenty pamiętnika Henryka, ale znajdują się tam także listy, jakie członkowie rodziny Henryka piszą pod jego adresem i tzw. opowiadania miesięczne.

### Opowiadania miesięczne

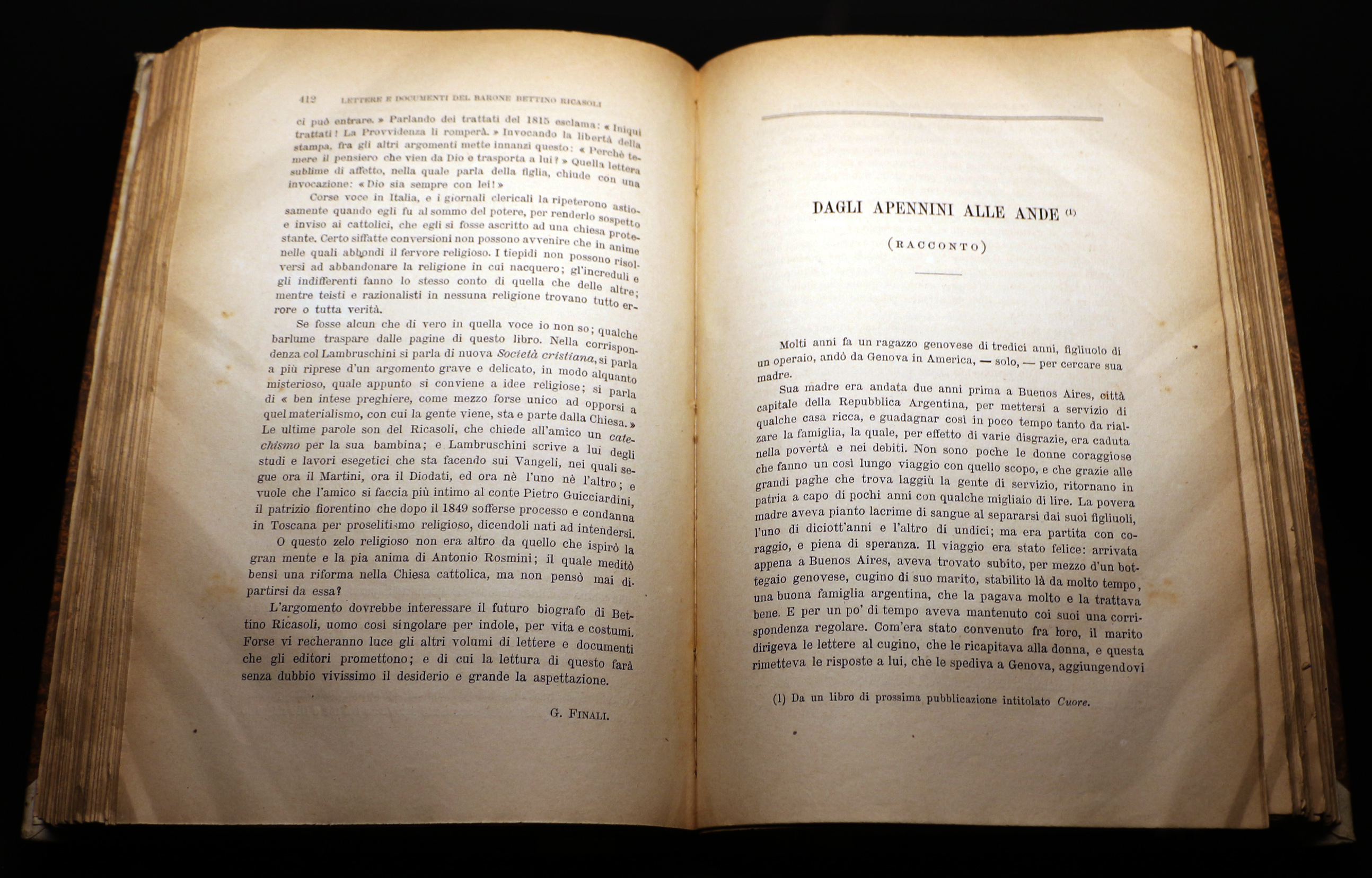
Pierwsza strona opowiadania miesięcznego "Od Apeninów do Andów", opublikowana w "Nuova antologia di scienze, lettere ed arti" (tom V z 1886)

Opowiadania miesięczne są dłuższymi tekstami, jakie Henryk i jego koledzy z klasy otrzymywali od nauczyciela, przedstawiające bohaterskie czyny małych Włochów z różnych rejonów Półwyspu Apenińskiego.
Teksty te nieraz były wydawane po polsku jako oddzielne zbiory pod różnymi tytułami: Mali bohaterowie: opowiadania dla dzieci i młodzieży; Od Apeninów do Andów; Mały patryjota z Padwy ; Mała wideta lombardzka ; O sardyńskim doboszyku.
Lista opowiadań:
| Tytuł opowiadania              | Tłumaczenie tytułu (tłum. Marii Konopnickiej) |
| ------------------------------ | --------------------------------------------- |
| Il piccolo patriota padovano   | Mały patriota z Padwy                         |
| La piccola vedetta lombarda    | Mała wideta lombardzka                        |
| Il piccolo scrivano fiorentino | Mały pisarczyk z Florencji                    |
| Il tamburino sardo             | O sardyńskim doboszyku                        |
| L'infermiere di Tata           | Przy łożu "Taty"                              |
| Sangue romagnolo               | Krew romańska                                 |
| Valor civile                   | Odwaga cywilna                                |
| Dagli Appennini alle Ande      | Od Apeninów do Andów                          |
| Naufragio                      | Rozbicie okrętu                               |

## W kulturze popularnej
- w 1887 r. ukazała się powieść Głowa (wł. Testa) Paolo Mantegazzy, przedstawiająca ciąg dalszy losów Henryka Bottiniego[14],
- w 1963 r. Umberto Eco opublikował esej Pochwała Frantiego (wł. Elogio di Franti), gdzie Franti - czarny charakter Serca - jest przedstawiony jako jedyna postać, sprzeciwiająca się na kartach powieści ideologii nacjonalistycznej i militarystycznej[15][16][17].

## Polskie tłumaczenia
Powieść ukazywała się w Polsce w tłumaczeniach między innymi następujących osób:
- Krystyny Dyrki[18],
- Marii Konopnickiej[19],
- Leona Sternklara[20]
- Marii Obrąpalskiej[21]
- Heleny Wilczyńskiej[1],

## Adaptacje
- Cuore – włoski film z 1938 roku w reżyserii Vittoria De Siki i Duilia Colettiego, zdobył nagrodę Nastro d’argento[22],
- Haha wo tazunete sanzenri (jap. 母をたずねて三千里) – japoński serial anime z 1976 roku w reżyserii Isao Takahaty, adaptacja opowiadania miesięcznego Od Apeninów do Andów[23],
- Serce (jap. 愛の学校クオレ物語) – japoński serial anime z 1981 roku w reżyserii Eiji Okabego[24].